# Nilo Fabra
Nilo Fabra (1843-1903), appelé aussi Nilo María Fabra, est un journaliste, romancier et poète espagnol qui a créé en 1867 l'Agence de presse Fabra, devenue en janvier 1870 une associée de l'Agence Havas.

## Biographie
Né à Blanes, Nilo Fabra fonde en 1863 un journal, puis en 1867 l'Agence de presse Fabra, qu'il appelle le "Bureau de Correspondance", sur les conseils d'Auguste Havas. Il dote un peu plus tard d'une station télégraphique à Valence. Son agence de presse est absorbé en 1870 par l'Agence Havas, et devient Havas-Madrid.
En 1870-71, il couvre une partie de la guerre franco- allemande comme correspondant au Diario de Barcelona. En 1875, il se fera connaître en lâchant des pigeons à l'arrivée dans le Port de Barcelone pour informer du retour au pays du nouveau roi, Alphonse XII d'Espagne, après s'être embarqué avec lui, dans le port de Marseille, sur la frégate "Navas de Tolosa". Alphonse XII venait de rendre public, le 1er décembre 1874, le Manifeste de Sandhurst dans lequel il se présentait aux Espagnols comme un prince catholique, espagnol, constitutionnaliste, libéral et désireux de servir la nation.
À partir de 1879, il retrouve une certaine autonomie. Dans le cadre d'un contrat d'association avec l'Agence Havas française, le gouvernement espagnol lui demande cependant un contrôle du contenu. L'article 3 du contrat avec Havas stipule qu'elle doit toujours agir en respectant les "intérêts espagnols".
Selon l'historien Jean-Marc Delaunay, l'Agence Fabra grandit à l'époque où la "création d'agences d'informations, dans les principaux pays européens et aux États-Unis", a "littéralement métamorphosé une presse quotidienne, jusqu'alors bridée par des tirages", une thèse également défendue par l'historien Michaël Palmer. En Espagne cependant, le tirage modeste des journaux ne permet à Fabra de se développer beaucoup. Bien avant lui, qui n'a qu'une fortune personnelle modeste, Havas capte le marché hispanophone, en devenant la principale actrice de l'histoire des agences de presse en Amérique du Sud.
Les difficultés de l'Agence de presse Fabra se sont aggravées après le décès de Nilo Fabra à Madrid en 1903. Sur fond de conflits au Maroc, elle subit les critiques de l'Agence Continentale allemande, qui l'accuse d'être trop proche de l'Agence Havas.
Ce climat tendu amène en 1909 à la création du concurrent "Calle Factor" par les allemands, projet renouvelé en 1911 sous le nom d'"Ibero-Munda", mais qui échoue spectaculairement en 1913. L'Agence Havas reprend en quasi-totalité l'Agence Fabra en 1919, pour la transformer en 1926 en société anonyme vendue à un groupe de banques.